# Kota Negara (Lahat)
Kota Negara is een bestuurslaag in het regentschap Lahat van de provincie Zuid-Sumatra, Indonesië. Kota Negara telt 2475 inwoners (volkstelling 2010).